# شباب العدالة: الغرباء
شباب العدالة: الغرباء هو الموسم الثالث من أبطال الرسوم المتحركة الأمريكي في مسلسل شباب العدالة, صنعها براندون فيتي وجريج وايزمان. ويتناول المسلسل حياة الأبطال الخارقين المراهقين ومساعدوهم في فريق عمليات سرية ‏ يشار إليها اختصارا باسم «الفريق».
الحلقة الأولى ستبث في أوائل 2019 على خدمة بث دي سي وسيتكون الموسم الأول من 26 حلقة.

## وصلات خارجية
- العدل يونغ: الغرباء على ويكيا's الشباب العدالة ويكي